# Anopheles peryassui
Anopheles peryassui är en tvåvingeart som beskrevs av Dyar och Frederick Knab 1908. Anopheles peryassui ingår i släktet Anopheles och familjen stickmyggor. Inga underarter finns listade i Catalogue of Life.